# James Foley (reżyser)
James „Jamie” Foley (ur. 23 grudnia 1953 w Nowym Jorku, zm. 6 maja 2025 w Los Angeles) – amerykański reżyser i scenarzysta.

## Życiorys
Urodził się i dorastał w nowojorskim Brooklynie jako syn Frances i prawnika Jamesa Vincenta Foleya. Miał dwóch braci – Jerry’ego (1955–2024) i Kevina oraz dwie siostry – Eileen i Jo Ann. W 1974 ukończył Uniwersytet Stanu Nowy Jork w Buffalo, gdzie studiował psychologię. Chociaż początkowo planował zostać lekarzem, postanowił zamiast tego zająć się produkcją filmową i w 1979 uzyskał tytuł magistra sztuk pięknych w zakresie studiów filmowych i produkcji filmowej na Uniwersytecie Południowej Kalifornii. Podczas pobytu w Hollywood nakręcił dwa filmy krótkometrażowe: Cicha noc (Silent Night) i Listopad (November), które zwróciły uwagę tamtejszej społeczności. Po tym jak wyświetlił swój amatorski film na ścianie jednego z budynków uczelni, zwrócił on uwagę Hala Ashby’ego, uznanego montażysty i reżysera. Ashby zaproponował mu wyprodukowanie jego debiutu. Chociaż wytwórnia Ashby’ego zamknęła swą działalność przed realizacją filmu, jego wsparcie okazało się wystarczające do rozpoczęcia przez Foleya kariery.
Debiutował melodramatem Buntownik z Eberton (Reckless, 1984) z Aidanem Quinnem i Daryl Hannah w rolach głównych, do którego scenariusz napisał Chris Columbus. Jego drugi film, dramat kryminalny neo-noir W swoim kręgu (At Close Range, 1986) z Seanem Pennem i Christopherem Walkenem, znalazł się w Konkursie Głównym 36. Międzynarodowego Festiwalu Filmowego w Berlinie. Z kolei film Glengarry Glen Ross (1992) był najlepiej ocenianym filmem była adaptacja sztuki Davida Mamenta, znalazła się w Konkursie Głównym 49. Międzynarodowego Festiwalu Filmowego w Wenecji, gdzie zdobył nominację do Złotego Lwa dla Jamesa Foleya i Puchar Volpiego dla najlepszego aktora dla Jacka Lemmona, a Al Pacino otrzymał za nią nominację do Oscara dla najlepszego aktora drugoplanowego. Ponadto Foley wyreżyserował 12 odcinków House of Cards (2013–2015). 
Zmarł 6 maja 2025 we śnie po wieloletniej walce z rakiem mózgu w wieku 71 lat.

## Filmografia

### Filmy
- Buntownik z Eberton (Reckless, 1984)
- W swoim kręgu (At Close Range, 1987)
- Kim jest ta dziewczyna? (Who’s That Girl?, 1987)
- Po zmroku, kochanie (After Dark, My Sweet, 1990)
- Glengarry Glen Ross (1992)
- Pamiętny dzień (Two Bits, 1995)
- Strach (Fear, 1996)
- Komora (The Chamber, 1996)
- W szponach korupcji (The Corruptor, 1999)
- Przekręt doskonały (Confidence, 2003)
- Ktoś całkiem obcy (Perfect Stranger, 2007)
- Ciemniejsza strona Greya (Fifty Shades Darker, 2017)
- Nowe oblicze Greya (Fifty Shades Freed, 2018)

### Seriale TV
- Miasteczko Twin Peaks (1991)
- Hannibal (2013)
- House of Cards (2013–2015)
- Miasteczko Wayward Pines (2015)
- Billions (2016)

## Teledyski
| Rok  | Tytuł               | Artysta    |
| ---- | ------------------- | ---------- |
| 1985 | „Dress You Up”      | Madonna    |
| 1986 | „Live to Tell”      | Madonna    |
| 1986 | „Papa Don’t Preach” | Madonna    |
| 1986 | „True Blue”         | Madonna    |
| 1987 | „Who’s That Girl”   | Madonna    |
| 1987 | „The Look of Love”  | Madonna    |
| 1996 | „Hey DJ”            | Marky Mark |